# 太平紋身店
《太平紋身店》（英語：Ink at Tai Ping），是香港電視娛樂有限公司製作的電視劇。本劇由2021年1月18日至2月5日，逢星期一至五21:30－22:30，於ViuTV首播。本劇的製作特輯《太平紋身店之太平奇譚》（英語：The Secrets of Tai Ping Street）在2021年1月16日23:30－23:45，於ViuTV播映。
《ViuTV 2021》宣傳之一。本劇是2021年ViuTV首部原創劇，並由Häagen-Dazs冠名贊助。
本劇主要演員包括周秀娜、黃德斌、林德信、陸駿光、駱振偉、吳綺莉、譚凱倫、張松枝、姜濤及李賞。林耀聲、朱栢康及栢天男特別演出。

## 故事大綱
傳奇的太平街是黑白兩道均不能動武之地。叱吒江湖的葉蓋天（黃德斌飾）慘受獨子葉天晴（姜濤飾）被殺的傷痛，訂立了太平街的和平規矩；漸漸，一些走頭無路的江湖兒女，都來投靠他，並承諾放下刀槍和仇恨，共同守護太平街，雖表面太平，但內裡卻暗湧處處。
直到由張靈（Nana）（周秀娜飾）獲准入住太平街並開設紋身店一刻開始，開始有人命傷亡，開始有江湖仇殺，開始心跳加速，開始淌血，開始流淚。

## 演員表

### 太平街相關人物
| 演員           | 角色   | 備註 |
| 黃德斌         | 葉蓋天 | 天爺 太平街街主 患有末期肺結核及認知障礙 自小於孤兒院長大，前「天地幫」創辦人暨坐館，因「611事件」痛失獨子葉天晴後宣告金盤洗手，並跟各黑幫達成「611協議」以此建立三不管地帶：太平街 接濟各路江湖人士以避追殺或化解仇恨 於第1集公告Nana入住太平街並讓出「回憶閣」予其開紋身店 於第2集告訴子彈有人想殺他，勸他不要離開太平街 於第6集交代已查出第1集太平街口屍體身份 於第12集宣布因健康理由退任太平街街主 紋身圖案：「人生迷霧，太平望晴」八字 參見葉家 |
| 周秀娜         | 張 靈  | Nana（在太平街的化名） 「太平紋身店」（Tattoo Taiping）老闆 可以看見葉天晴的鬼魂 曾開解Queen，令其不再憎恨姜奕元 於第4集透露自己本來只想在太平街暫住，但聽過Max的故事後，決定繼續留在太平街，尋找人生的意義 於第5集得知姜奕元隻身向W尋仇而前往支援 參見東和會 |
| 吳綺莉         | 白 玫  | Rose（Wi-Fi專稱） 太平街畫廊老闆 前知名大盜「幽林雙瞳」（傳說能分身的大盗，實為白玫茉莉兩姊妹一同作案） 茉莉之孿生姊妹 茹素 妄想症患者，單戀文泰並曾幻想文泰愛上自己；後幻想文泰未死，並與自己生活 被Wi-Fi追求 與張靈不合，於第3集與其和好 於第2集被發現把文泰的屍體保存，以香水遮蓋屍臭，並與它共舞 於第3集請葉蓋天、許鳳及太平街的其他老闆吃和解飯 於第4集請張靈為自己紋身，成為「太平紋身店」首名客人 紋身圖案：玫瑰花和藥丸 藏於「記憶閣」的信物：刻有茉莉名字的銀戒指連心形鐵盒 |
| 吳綺莉         | 茉 莉  | 白玫之孿生姊妹 文泰生前之女朋友，但曾以為姐姐橫刀奪愛並將文泰擄走 曾與白玫一同為大盜，劫富濟貧；兒時被家暴後會縱火發洩，故偷竊後亦會縱火 於第2集撬鎖進入白玫的畫廊，與張靈、Wi-Fi發現白玫妄想症發作與文泰的屍體共舞，並揭發文泰已死，其屍體被白玫保存；同集答應葉蓋天，以後不再踏足太平街 |
| 陸駿光         | 高 聲  | Wi-Fi 「WIFI BAR」老闆 曾經是音樂人，但懷才不遇。後為窮困所逼成為「藍龍幫」「清道夫」，負責處理兇案現場和處理屍體 在「611事件」後「藍龍幫」內訌中救走重傷的許飛龍（最終不治），被委託人發現而遭追殺；逼不得已在阿孝幫助下假死並放棄原有身份逃過追殺，隱姓埋名躲進太平街 於第8集Nana替他紋身 於第10集向Nana歸還其六歲時與親生父母之合照 紋身圖案：由自己創作的歌曲《相聚一刻》聲紋，經應用程式掃描後會播放歌曲 藏於「記憶閣」的信物：創作歌曲及執行清道夫任務時所戴的耳筒 |
| 林德信         | 許子龍 | FoodDragon 太平街咖啡店「FoodDragon Food & Drinks」老闆暨Youtuber 原「藍龍幫」繼承人 前「藍龍幫」坐館許飛龍之子，許鳳之兄長 不喜歡刀光劍影，卻喜歡烹飪，因而令作為「藍龍幫」坐館的父親不滿 在一次離家出走後，收到父親被殺的消息，感後悔而決定照顧妹妹許鳳 經常把外賣送給錯的顧客 於第1集對Nana一見鍾情，對其態度比太平街的其他老闆較友善 於第10集遭龍吐珠與鼬鼠衝入咖啡店騷擾及侮辱，同集於太平街樓梯約會Nana，並得知其部份在東和會忍辱成長之經歷 在第11集獲Royal賞識離家拜師學廚 於第13集以藍龍幫信物推翻龍吐珠奪位，同集和北村真一打鬥時被其刀插中重傷致死 紋身圖案：海中的燈塔和指南針 藏於「記憶閣」的信物：父親許飛龍臨死前交給自己的藍龍幫龍頭信物——龍頭銀戒指 |
| 鄭思琳（童年） | 許 鳳  | 龍妹 未成年 許飛龍之女，許子龍之妹妹，協助許子龍打理咖啡店 葉蓋天之助手 於第10集遭龍吐珠與鼬鼠衝入咖啡店騷擾及侮辱，同集想去海外留學但又擔心哥哥無法照顧自己 |
| 李 賞（成年）  | 許 鳳  | 龍妹 未成年 許飛龍之女，許子龍之妹妹，協助許子龍打理咖啡店 葉蓋天之助手 於第10集遭龍吐珠與鼬鼠衝入咖啡店騷擾及侮辱，同集想去海外留學但又擔心哥哥無法照顧自己 |
| 駱振偉         | 姜奕元 | 子彈 太平街維修工坊老闆 涼山特勤隊前隊員兼該特勤隊的狙擊記錄保持者（1,200米），後因襲擊長官而被革退，因而受僱於W之暗殺組織 因射殺Ace而曾為Queen的冤家，兩人後來和好 於第2集從葉蓋天口中，得知有人想殺自己 於第5集因拒絕再為暗殺組織工作而間接令孟璇、阿渡夫妻死亡；同集從Queen得知W的位置，最終先後射殺幽靈及W報仇 藏於「記憶閣」的信物：孟璇的Ukulele |
| 譚凱倫         | Queen  | 太平街理髮店老闆 原為城中多名富豪的髮型師及病態賭徒，後在工作時認識師父雷貴華，被他培育成老千 在師徒設計的賭局中，因師父被射殺，逃亡至太平街 於第5集從Wi-Fi偷取W位置的情報並告知姜奕元；同集向張靈透露，原來自己心底裡不想姜奕元出事 於第10集獲得雷貴華留給她的巨款，並以師父名義捐給慈善機構 藏於「記憶閣」的信物：逃入太平街時葉蓋天為其所剪走的長髮 |

### 葉家
| 演員           | 角色   | 備註 |
| 楊樂文（青年） | 葉蓋天 | 葉天晴之父親 參見太平街相關人物 |
| 黃德斌（中年） | 葉蓋天 | 葉天晴之父親 參見太平街相關人物 |
| 張凱娸         | 孫望晴 | 葉蓋天之妻 葉天晴之母親 |
| 姜 濤          | 葉天晴 | 葉蓋天之兒子 母親早逝 於「611事件」中因龍非凡及凌虎伏擊而身亡 於第1集出場 在夜晚會以鬼魂形式出現在太平街 於第7集現身要求Nana以街內的觀音廟香灰顏料為自己紋身 於第10集在FoodDragon之咖啡店現身幫助及解救許鳳 於第11集向許鳳及Nana坦承自己放不下父親及太平街，紋身後交託Nana照顧父親後準備輪迴 於第13集再次出現協助葉蓋天擊退龍吐珠後消失 紋身圖案：漢字「晴」，作為生前作孽印記 |

### 東和會
| 演員             | 角色     | 備註 |
| 張松枝           | 北村武   | 張靈之養父暨殺父母仇人，在其長大後，欲想其成為自己的妻子，於第14集被其用蜘蛛毒素殺死 北村真一之親父 日本黑幫「東和會」前會長，曾任幫會首席紋身師 於第1集出場（聲演）                     |
| 郭梓奧（童年）   | 北村真一 | Shinichi 北村幸的兒子 「東和會」現任會長 自小與義妹張靈青梅竹馬，奈何最終反目成仇 於第5集出場 於第15集被告知自己是北村幸親生之子，難以接受真相而槍傷Nana並射殺北村幸，同集被Nana殺死報仇 |
| 井川龍一（少年） | 北村真一 | Shinichi 北村幸的兒子 「東和會」現任會長 自小與義妹張靈青梅竹馬，奈何最終反目成仇 於第5集出場 於第15集被告知自己是北村幸親生之子，難以接受真相而槍傷Nana並射殺北村幸，同集被Nana殺死報仇 |
| 栢天男（成年）   | 北村真一 | Shinichi 北村幸的兒子 「東和會」現任會長 自小與義妹張靈青梅竹馬，奈何最終反目成仇 於第5集出場 於第15集被告知自己是北村幸親生之子，難以接受真相而槍傷Nana並射殺北村幸，同集被Nana殺死報仇 |
| 邱子童（童年）   | 張 靈    | 北村真奈、Nana（北村武及北村真一專用） 北村武仇家之女，後拐走成為其養女，培養以接任幫會的首席紋身師 自小與義兄北村真一青梅竹馬，奈何最終反目成仇 「太平紋身店」老闆 參見太平街相關人物   |
| 江芷銦（少年）   | 張 靈    | 北村真奈、Nana（北村武及北村真一專用） 北村武仇家之女，後拐走成為其養女，培養以接任幫會的首席紋身師 自小與義兄北村真一青梅竹馬，奈何最終反目成仇 「太平紋身店」老闆 參見太平街相關人物   |
| 周秀娜（成年）   | 張 靈    | 北村真奈、Nana（北村武及北村真一專用） 北村武仇家之女，後拐走成為其養女，培養以接任幫會的首席紋身師 自小與義兄北村真一青梅竹馬，奈何最終反目成仇 「太平紋身店」老闆 參見太平街相關人物   |
| 和泉素行         | 源氏     | 北村武及北村真一之侍從 Nana在東和會第二個最信任的人 |
| 陳 爽            | 北村幸   | Sachi Nana在東和會第一個最信任的人，對Nana十分疼愛，視其為親生女兒 告知北村真一自己是他的生母後被他殺死，並多番槍擊屍體洩恨                                                              |

### 其他角色（按出場集數排列）
| 演員                 | 角色          | 備註 |
| 強 尼                | 警 察         | 於第1集阻止警察新人踏足太平街 於第15集再度登場 |
| 何柏賢               | 警察新人      | 於第1集出場 於第15集再度登場 |
| 陳家冠               | 太平街街坊    | 於第1集出場 |
| 太平街街坊           | 太平街街坊    | 於第1集出場 |
| 太平街街坊           | 太平街街坊    | 於第1集出場 |
| 梁德忠               | 龍吐珠        | 於第1集出場 「藍龍幫」現任坐館，在第13集被許子龍以龍頭銀戒指推翻奪位 與虎牙合謀推翻「611協議」並意圖進佔太平街 品性兇殘，敵視前坐館之子許子龍 於第10集與鼬鼠衝入許子龍之咖啡店，騷擾及侮辱兩兄妹，稍後和虎牙拒絕簽署新一年的「611協議」，並提出分太平街一半業權予「藍龍幫」和「黑虎幫」管理 |
| 唐浩翔               | 虎 牙         | 於第1集出場 「黑虎幫」現任坐館 與龍吐珠合謀推翻「611協議」並意圖進佔太平街 於第3集被華陀懷疑其妻遭受家暴 其妻為前「黑虎幫」紋身師，但遭發現出軌，因此殺害與其妻出軌之「黑虎幫」成員 吩咐手下棄置與龍吐珠妻子出軌而遭殺死之「黑虎幫」成員屍體於太平街 在第10集和龍吐珠拒絕簽署新一年的「611協議」 |
| 李建邦               | 鼬 鼠         | 於第1集出場 龍吐珠之手下 於第10集與龍吐珠衝入許子龍之咖啡店，騷擾及侮辱兩兄妹 |
| 姜卓文               | 梁一鋒        | 於第1集出場 |
| 陳郁憲               | 文 泰         | 作家 哮喘患者，與白玫爭執時哮喘病發作而去世 愛上茉莉，後被白玫單戀 屍體被白玫保存 於第2集出場（只在白玫的幻想、回憶及茉莉的回憶中出現） |
| 張紋嘉               | 華 陀         | 黑幫醫生 有跟進白玫之妄想症病情 於第3集為葉蓋天把脈診症，並告訴他虎牙的妻子疑似遭受家暴 |
| 郭偉亮               | Max           | 陳姓 攝影師 失明前財大氣粗，說話不留餘地 在自己成為Leikon（影射Leica及Nikon）代言攝影師的發布會期間，為保護被非禮的Lea而與Fernandez爭執並以頭錘襲擊他後暈倒，後被證實患上黃斑病變而逐漸失明 襲擊Fernandez及被證實患上眼疾後身敗名裂，之後從神秘人獲得一部聲稱拍得到靈魂的古董相機，因此成為「靈魂攝影師」，幫助12個死靈完成心願後可恢復正常視力 於第3集找張靈為自己紋身，因為自身故事打動張靈令她決定免費替他紋身 於第4集燒掉自己為Kate拍攝的照片，自此永久失明；同集被交代「靈魂之窗」系列照片以高價賣出 紋身圖案：眼睛皮雕 |
| 麥芷誼               | Lady          | 模特兒 於第3集在Max拍攝自己期間親吻他 |
| 林泳怡               | Chris         | Max之助手 於第3集出場 |
| 袁綺雯               | Lea           | Max之經理人 於第3集出場 於第4集懷有身孕兩個月 |
| 陳廣仁               | Fernandez     | Leikon（影射Leica及Nikon）之新任行政總裁 於第3集在Max成為Leikon代言攝影師的發布會期間非禮Lea 於第4集被交代捲入性醜聞 |
| 宋本浩               | 神秘人        | 於第3集給予Max一部聲稱拍得到靈魂的古董相機 |
| 林子峰               | 少 年         | 於第3集出場 |
| 沈殷怡               | Kate          | 生靈，與搶劫犯糾纏期間撞到頭而昏迷 因Max而對攝影產生興趣 於第3集請Max為自己拍一輯照片；同集知道自己還沒死，若Max不燒掉為自己拍攝的照片便會死亡，否則Max永久失明 於第4集靈魂回到肉體，但本人失去與Max相處的大部分記憶 |
| 劉雅麗               | 然 姐         | 太平街書店老闆 老公為毒販，後被砍殺 曾育有一女，但因她的吸毒習慣導致女兒先天失明 為了不連累女兒，把她送到在外國的外祖父母照顧，自己則留在太平街 於第10集離開太平街前往和女兒一起生活 於第4集出場 |
| 伍詠詩               | 孟 璇         | 姜奕元之前女朋友 於第4集出場 於第5集因大爆炸而受傷入院；同集被W射殺 |
| 朱偉業               | W             | 暗殺組織頭目 於第4集邀請姜奕元加入暗殺組織 於第5集指示幽靈射殺孟璇，最終卻藉詞和姜奕元玩俄羅斯輪盤時趁機射殺後者；同集被姜奕元射殺 |
| 吳啟洋               | 幽 靈         | 於第4集協助遊說姜奕元加入暗殺組織 於第5集被姜奕元射殺 |
| 麥兆恆               | 阿 渡         | 曾和姜奕元共事於涼山特勤隊，擔任觀察員，退役後與妻經營士多 於第4集被涼山特勤隊長官毆打 於第5集為保護姜奕元被殺手射殺 |
| 吳譽彤               | 渡 妻         | 於第5集被殺手射殺，死前懷有身孕 |
| 麥嘉豪               | 殺 手         | 於第5集射殺阿渡及其妻 |
| 張 雷                | 雷貴華        | Ace Queen之老千師父，開設山林地下賭場 於第4集被姜奕元射殺，但於第9至10集遭揭發請人暗殺自己以搶走所有屬於Queen的錢（實際上也沒有死，因為他患有內臟逆位，心臟在右邊） 於第10集交代自己因為已有胰臟癌末期而決定把之前騙走Queen的錢給她 |
| 黃琛絡（童年）       | 周宇時        | 宇時 宇仁之兄 於第6集找Nana為自己紋身 的士司機 聲稱獲得可穿越時空的傳呼機 不斷穿越至4月12日21時45分為阻止弟弟被車撞死 於第7集最後一次穿越犧牲自己被車撞斃令弟弟存活 紋身圖案：地球和月亮 |
| 朱栢康               | 周宇時        | 宇時 宇仁之兄 於第6集找Nana為自己紋身 的士司機 聲稱獲得可穿越時空的傳呼機 不斷穿越至4月12日21時45分為阻止弟弟被車撞死 於第7集最後一次穿越犧牲自己被車撞斃令弟弟存活 紋身圖案：地球和月亮 |
| 黃琛絡（童年）       | 周宇仁        | 宇仁 宇時之弟 本於4月12日22時15分被車撞死 於第7集在哥哥的犧牲下存活，之後找Nana為自己紋身 紋身圖案：地球和月亮 |
| 林耀聲               | 周宇仁        | 宇仁 宇時之弟 本於4月12日22時15分被車撞死 於第7集在哥哥的犧牲下存活，之後找Nana為自己紋身 紋身圖案：地球和月亮 |
| 邵仲衡               | 阿 孝         | YG WiFi逃入太平街前打工的酒吧老闆 「藍龍幫」清道夫 |
| 黎澤恩               | Master Pop    | 於第7集出場 |
| 黃劍文               | 黃劍文        | 於第7集出場 |
| 莊文傑               | 西裝男/醉酒客 | 於第7集出場 |
| Bitto Singh Hartihan | Do哥          | 於第7集出場 |
| 張滿源               | 許飛龍        | 許子龍、許鳳之父 藍龍之助手 因「611事件」接任成為「藍龍幫」第二任坐館 與親弟「獨眼龍」因反對其意圖吞併「黑虎幫」一事上反目 最終遭「獨眼龍」手下槍殺 雖得高聲及時發現並送往「華陀」搶救但仍告不治，死前將象徵「藍龍幫」坐館的龍頭戒指給予許子龍 |
| 陳子豐               | 池木森        | 阿池 在第8集滿身鮮血並暈倒於太平街，遭FoodDragon發現，醒後要求Nana為自己紋身 於第9集以為兒子並非親生而以枕頭悶死穎欣及兒子，揭發真相後以膠袋套住Karson的頭令他窒息昏迷後以高爾夫球棍擊殺其，自首後於警署內自殺 紋身圖案：由兒時至今陪伴自己的塑膠人偶「Joe」 |
| 郭奕芯               | 穎 欣         | 池木森之妻 於第9集遭丈夫以枕頭悶死 |
| 歐沛健               | Karson        | 穎欣前男友 親子鑑定員 為教訓池木森對和穎欣的婚姻生活不信任而偽造假的親子鑑定令池木森誤以為兒子非親生，被揭發後被他殺害 |
| 余世騰               | 院 長         | 葉蓋天、藍龍和黑虎兒時孤兒院院長 |
| 邱傲然（青年）       | 藍 龍         | 「藍龍幫」第一代坐館 |
| 曾文威（中年）       | 藍 龍         | 「藍龍幫」第一代坐館 |
| 葉振弘（青年）       | 黑 虎         | 「黑虎幫」第一代坐館 |
| 黎志偉（中年）       | 黑 虎         | 「黑虎幫」第一代坐館 |
| 吳保錡               | 龍非凡        | 藍龍之兒子 |
| 曾贊學               | 凌 虎         | 黑虎之兒子 |

## 劇中特別用語解釋
| 用詞       | 意思 |
| 三大英雄地 | 大世界江湖中黑白兩道皆不可干涉的地方，包括：西方之五洲酒店；太平洋中心之白色小屋與及太平街 |
| 611事件    | 發生於十三年前6月11日太平街內一場三大黑道幫派「天地幫」、「藍龍幫」和「黑虎幫」第二代之集體仇殺事件，造成多人死傷，包括三幫創辦人的兒子葉天晴、龍非凡及凌虎                                         |
| 611協議    | 於611事件後由葉蓋天牽頭的三大黑道幫派創始人談判所達成的協議，規定太平街為三大幫派擁有，但不容許各幫派及警察進入，所有進入太平街要求庇護的人士均獲得保護，而他們只可以從事正當非偏門事業，開展新生活 |
| 屠宰場     | 大世界江湖負責執行江湖刑法及處理英雄地內屍體的組織，組織成員皆是江湖有勢力人士 |
| 華佗       | 大世界江湖中地下醫生的稱呼 |
| 黑屋       | 江湖人士的庇護所，全劇除高聲略略講了一句之外就沒有進一步交待 |
| 回憶閣     | 入住太平街的新住客必須交出一項對自己重要之物件，並存放於此處，作為按金 |
| 天地幫     | 由葉蓋天、藍龍、黑虎三人於太平街共同創立的黑道幫派，一度吞併城中舊幫派而成為第一大幫，後來葉蓋天將幫派一分為三，分出藍龍幫和黑虎幫                                                                  |
| 藍龍幫     | 由天地幫分出的幫派，創始人為藍龍，龍頭信物是龍頭銀戒指；611事件後藍龍將坐館之位讓給許飛龍，許飛龍被殺後由其弟獨眼龍接任；現任坐館是獨眼龍之子龍吐珠                                                 |
| 黑虎幫     | 由天地幫分出的幫派，創始人為黑虎，龍頭信物是虎頭銀戒指；現任坐館是虎牙 |

## 每集列表
| 集數   | 首播日期 | 標題               | 備註   |
| ------ | -------- | ------------------ | ------ |
| 2021年 |          |                    |        |
| 01     | 1月18日  | 神秘少年的身影     |        |
| 02     | 1月19日  | 揭開封塵的姊妹情仇 |        |
| 03     | 1月20日  | 視力衰退           |        |
| 04     | 1月21日  | 正式開業           |        |
| 05     | 1月22日  | 追殺               |        |
| 06     | 1月25日  | 神秘棄屍的真相     |        |
| 07     | 1月26日  | 行為詭異           |        |
| 08     | 1月27日  | 藏於心底多年的秘密 |        |
| 09     | 1月28日  | 疑團即將解開       |        |
| 10     | 1月29日  | 陷入困境           |        |
| 11     | 2月1日   | 躊躇不安           | 結局篇 |
| 12     | 2月2日   | 說出太平街的起源   | 結局篇 |
| 13     | 2月3日   | 最漫長黑暗的一天   | 結局篇 |
| 14     | 2月4日   | 走向不同的人生軌道 | 結局篇 |
| 15     | 2月5日   | 太平街的傳說       | 大結局 |

## 評價
直至2022年2月上旬，此劇在豆瓣網的評分為6分，共有255人評價。

## 軼事
- 本劇為周秀娜及黃德斌首次為ViuTV演出之劇集，以及李賞首度出演之電視劇集。
- 本劇編劇李敏及演員李賞於現實當中為母女關係。
- 劇組原定於2020年2月出發到新加坡開拍，但由於2019冠狀病毒病疫情，新加坡政府要求劇組抵達當地後隔離14天才開拍，劇組於是決定延期拍攝。2020年8月，劇組成功在疫情下煞科[2]。
- 本劇原本是與新加坡新傳媒共同製作的電視劇，但因2019冠狀病毒病疫情，改由香港電視娛樂有限公司獨自製作[3]。
- 本劇主要在港島太平山區一帶取景，該區有一條名為太平山街的街道。但香港沒有一條叫太平街的街道。換言之，太平街是一個虛構地名。
- 劇中角色姜奕元曾逗留的涼山特勤隊是真實存在的台灣軍隊。

## 記事
- 2020年5月6日：在上環太平山街進行外景拍攝並正式開機。
- 2020年6月21日：在上環進行外景拍攝並進行探班活動。
- 2021年1月13日：本劇演員黃德斌、吳綺莉、林德信、李賞、陸駿光、駱振偉、譚凱倫、張松枝、姜濤、楊樂文及編劇李敏出席記者會[4]。

### 引見
1. ↑  .   [2022-02-10]. （原始内容存档于2022-05-12）.
2. ↑  . 蘋果日報. 2020-08-10  [2020-09-08]. （原始内容存档于2021-06-21）.
3. ↑  . c21media. 2020年7月9日  [2020年7月14日]. （原始内容存档于2020年7月17日）. 参数|newspaper=与模板{{cite web}}不匹配（建议改用{{cite news}}或|website=） (帮助)
4. ↑  .   [2021-01-17]. （原始内容存档于2021-01-23）.

## 外部連結
- ViuTV：太平紋身店 （页面存档备份，存于）
- ViuTV：《太平紋身店》主題曲 - 遲了悔改（MV）（页面存档备份，存于）
- ViuTV：太平紋身店之太平奇譚 （页面存档备份，存于）
- 豆瓣电影上《太平紋身店》的資料 （简体中文）

## 電視節目的變遷
| 香港 ViuTV 星期一至五 21:30－22:30         | 香港 ViuTV 星期一至五 21:30－22:30                 | 香港 ViuTV 星期一至五 21:30－22:30 |
| ------------------------------------------ | -------------------------------------------------- | ---------------------------------- |
|                                            | 太平紋身店 （2021年1月18日－2021年2月5日）         |                                    |
| 如實陳述 （2020年12月21日－2021年1月16日） | 戰毒 （第1－10集） （2021年2月8日－2021年2月19日） |                                    |